# 友田オレ
友田 オレ（ともだ オレ、2001年〈平成13年〉7月20日 - ）は、日本のお笑い芸人。福岡県出身。GATE所属。R-1グランプリ2025王者。

## 概要
久留米大学附設中学校・高等学校、早稲田大学文化構想学部（文化人類学ゼミ）卒業。早稲田を目指したのは、同大学のお笑いサークルに入るのが目的でもあった。大学1年生のときに、そのお笑いサークルである早稲田大学お笑い工房LUDOに所属する（22期）。大学2年時にそこで組んでいた相方が卒業したことでピン芸人を始める。2022年3月にYouTubeにアップした　『私の彼は左きき』のネタが10万回再生されるなど話題となり、同年6月には、当時現役大学生でありながら、情報番組『スッキリ』（日本テレビ）の一押し芸人コーナーで紹介された。この時、自分の方向性について自信を深めたという。この動画が契機となって、現在所属するGATEからダイレクトメールでスカウトされ、2023年から所属。同年の7月には初めて全国区の賞レースである『ABCお笑いグランプリ』（朝日放送テレビ）へ出場し、決勝戦に進出した。
R-1グランプリは2023年から出場。2025年に初の決勝進出を果たし、21世紀生まれで初のファイナリストとなった。ファーストステージでは662点（全体1位）で通過、決勝では7票中5票の審査員票を獲得し優勝した。これにより、2019年の優勝者である粗品（霜降り明星）が記録した史上最年少優勝者記録（26歳）を更新（23歳）し、さらに史上最短芸歴（3年目）での優勝記録を打ち立てた。

## 芸風
主に、歌とフリップネタを合わせた独特のネタを披露する。アマチュア時代は『私の彼は左きき』『北酒場』といった替え歌ネタを得意としていたが、プロ転向後は権利上の理由により替え歌が難しいという理由からオリジナル曲を使っており、音楽活動をしている幼馴染に提供してもらっている。歌は「特に練習はしてない」ということだが、昔から歌うことは好きで、幼稚園の時に秋川雅史の『千の風になって』にハマって練習したという。
また、LUDOの同期であるピボット福田と共に「Let Me Show You THE まごころ」というコンビとしても活動しており、主に漫才を行っている。

## エピソード
- 芸人になった理由はピン芸人であるサイクロンZに影響を受けたから。「友田オレ」は芸名で、友田は早稲田大学時代に受けていた講義を担当していた教員の名前からとっている[14]。
- 小学生の頃からお笑い番組を観ることが好きで、一番好きだったのは『爆笑レッドカーペット』（フジテレビ）。当時出演していた2700など、同番組に出演する芸人のリズムネタを友人と一緒にモノマネし、それが後の芸風のベースになっているという[6]。
- 好きな言葉は、「刹那に生きる」。祖母が言っていた言葉で、祖母自身も好きな言葉である。
- 「人が多いと埋もれるし、自分のペースでやりたかった」ということで、吉本興業など大手の事務所に行くという選択肢は無かったという[6]。
- 本当に芸人になるのかは迷っていたということで、就職活動では興味本位でアナウンサー試験も受けており、東京都内のテレビ局の試験で書類選考を通過したことがある。しかしそこで何も準備せず面接へ行き、「30秒で“青”というテーマについてしゃべる」という課題で2分しゃべってしまったという[15]。TBSテレビのアナウンサーのインターン選考では、面接官から「なんで芸人にならないの?」という質問をされたことがある。改めて考え直し、「周りに流されやすい僕が唯一、自分の意志で選んで来たのはいつもお笑いのこと」だとしてGATEからのオファーを受けたという[6]。
- お笑い芸人になることには最初は両親から反対されたが、アマチュア時代から少しずつ結果を残し続け、帰省する度にその結果を報告するうちに両親の許しを得たという[15]。
- 憧れの人は「あれだけのムーブメントを起こせる人もいない」という理由で、米米CLUBのカールスモーキー石井（石井竜也）[6]。

## 出演

### テレビ
- スッキリ（2022年6月1日、日本テレビ）
- あらびき団2夜連続SP真夏の最強パフォーマー決定戦　第２夜（2022年8月3日、TBSテレビ）
- 防犯カメラが捉えた!衝撃コント映像（2022年9月4日、朝日放送テレビ）
- ぴったり にちようチャップリン（2023年6月3日、テレビ東京）
- さんまのまんま 新春SP（2024年1月2日、フジテレビ）
- ラヴィット!（2024年2月14日、TBSテレビ）
- 千鳥のクセスゴ!（2024年3月17日・8月4日・8月25日、フジテレビ）
- カブるな1/100（2024年8月25日、関西テレビ）
- アンタウォッチマン（2024年9月17日、テレビ朝日）
- 陣内バカリの最強ピンネタSP（2024年9月22日、関西テレビ）
- ENGEIグランドスラム（2025年3月9日、フジテレビ）

冠特番・不定期
- R-1王者友田オレ特番 歌い続けて42年風間和彦1時間SP（2025年6月22日、関西テレビ・フジテレビ）

### 配信
- 〇〇のクセがスゴいネタGP（2023年、TVer）

### ラジオ
- マイナビLaughterNight（2024年2月10日・10月12日、TBSラジオ）
- レコメン(2024年10月4日、文化放送)
- 山崎怜奈の誰かに話したかったこと。（2025年4月1日、TOKYO FM）

冠特番・不定期 
- 友田オレのオールナイトニッポンX（2025年4月11日、ニッポン放送）

## 賞レース戦績

### R-1グランプリ
| 年度   | 成績         | 会場                   | 日時       |
| ------ | ------------ | ---------------------- | ---------- |
| 2023年 | 2回戦進出    | よしもと有楽町シアター | 2023/01/19 |
| 2024年 | 準々決勝進出 | ルミネtheよしもと      | 2024/02/04 |
| 2025年 | 優勝         | フジテレビ             | 2025/03/08 |

### M-1グランプリ
| 年度   | 成績         | 会場                   | 日時       | 備考                                      |
| ------ | ------------ | ---------------------- | ---------- | ----------------------------------------- |
| 2022年 | 2回戦進出    | 雷5656会館ときわホール | 2022/10/12 | 「Let Me Show You THEまごころ」として出場 |
| 2023年 | 準々決勝進出 | ルミネtheよしもと      | 2023/11/22 | 「Let Me Show You THEまごころ」として出場 |
| 2024年 | 2回戦進出    | 雷5656会館ときわホール | 2024/10/14 | 「Let Me Show You THEまごころ」として出場 |

### その他
- 2023年 UNDER5 AWARD 3回戦進出[18]
- 2023年 第44回ABCお笑いグランプリ 決勝進出
- 2023年 UNDER 25 OWARAI CHAMPIONSHIP 第5位
- 2024年 NOROSHI2024優勝（チームメリーランドとして）
- 2024年 第45回ABCお笑いグランプリ 予選出場
- 2024年キングオブコント 2回戦進出（梨Phoneとして）
- 2024年 UNDER25OWARAI CHAMPIONSHIP 決勝進出
- 2025年 第46回ABCお笑いグランプリ 準決勝進出

## 単独ライブ
2025年
- 6月19日 -友田オレ第4回単独ライブ『誰も白波』（ぽんプラザホール/福岡）
- 6月22日 -友田オレ第4回単独ライブ『誰も白波』（新世界ZAZA HOUSE/大阪）
- 6月28日 -友田オレ第4回単独ライブ『誰も白波』（新宿シアターモリエール/東京）

## 出囃子
- Moon Rocks/Talking heads
- This Must Be the Place (Naive Melody)/Talking heads

## ディスコグラフィ

### 配信シングル
- 散歩の時代 (2022年、tuneCORE JAPAN)
- ごらんね (2023年、tuneCORE JAPAN)
- 花はどんどん (2024年、tuneCORE JAPAN)

風間和彦
- 辛い食べ物節 (2025年6月25日、仕掛け人酒井一圭[19]、作詞:友田オレ、作曲:清水遊、編曲:中島慶久、日本クラウン[20])

### 参加
- 君ほどの人はいない / ku-ten (2024年)